# ألبرت بورديت
ألبرت بورديت (بالإنجليزية: Albert Burditt)‏ مواليد 15 مايو 1972 في أوستن، هو لاعب كرة سلة أمريكي. بدأ مسيرته الاحترافية في سنة 1994. تم اختياره من قبل فريق هيوستن روكتس خلال الدرافت. يبلغ طوله 6 قدم 8 بوصة (2.0 م). اعتزل اللعب في 2009.

## المسيرة الاحترافية
لعب مع سي بي غران كناريا في الدوري الإسباني في موسم 1995–1996، ثم لعب مع روزيتو شاركز في الدوري الإيطالي في موسم 1999–2000، ثم لعب مع بالاكانسترو فاريزي في موسم 2000–2001.

## روابط خارجية
- ألبرت بورديت على موقع سبورتس رفرنس (الإنجليزية)
- ألبرت بورديت على موقع الدوري الإسباني لكرة السلة (الإسبانية)
- ألبرت بورديت على موقع كرة السلة الأوروبية.كوم (الإنجليزية)
- ألبرت بورديت على موقع كلية كرة السلة في سبورتس رفرنس.كوم (الإنجليزية)
- ألبرت بورديت على موقع ريلجم (الإنجليزية)
- ألبرت بورديت على موقع بروبوليرز (الإنجليزية)
- ألبرت بورديت على موقع سبورتس رفرنس (الإنجليزية)